# 珀西·戈博扎
珀西·彼得·艾斯德薩·戈博扎（英語：Percy Peter Tshidiso Qoboza，1938年1月17日—1988年1月17日），是一位南非記者、作家兼種族隔離政策批評家。他透過說話與社論，向種族隔離的既得利益者——即南非白人們挑戰。戈博扎這樣做，是為了解救數以百萬計生活在「野蠻恐怖」的種族隔離政權統治下的南非黑人。

## 早期生活
戈博扎生於南非索菲亞鎮的貧民窟裏，其家庭是科薩人。戈博扎在他的家鄉生活時，已經要承受嚴酷的壓迫和歧視。在1952年，南非政府執行種族隔離政策，並摧毀了整個鎮。鎮上的居民被迫收拾行裝，坐著敞篷卡車被運走。後來，他在萊索托大學畢業，並獲得了一個神學學位。之後，他回到故鄉繼續完成新聞學學業。

## 職業生涯
1974年，戈博扎加入了索維托的《世界報》，並擔任編輯一職。在1976年6月16日，索維托起義爆發，而戈博扎對此有著非常獨特和強硬的見解，並於其專欄《珀西的音高》（Percy's Pitch）發表其意見。隨著索維托起義以流血告終，以及戈博扎對事件的獨特見解，《世界報》隨即大受歡迎，並變得供不應求。很快，《世界報》便成了南非最多人閱讀的報紙。這使得許多黑人明白人權與自由，以及進行變革的必要性。對於反種族隔離政策的黑人而言，《世界報》儼然成了新聞和信息來源；而對於實施種族隔離政策的政府而言，《世界報》則是他們的敵人。
政府認為戈博扎是其敵人，因此開始威脅戈博扎和他的家人，並攻擊他們。最終，在1977年10月19日，《世界報》辦工室被查封，而報紙本身亦被列為違禁品。戈博扎和《世界報》數十名員工亦在未經審判的情況下被監禁6個月。他的家人無法與他溝通，並且無法知道他是否仍然存活。當他被釋放時，他被迫離開南非。在1980年，戈博扎獲美國接收，移民至华盛顿哥伦比亚特区，並於《華盛頓之星》工作。之後，他獲哈佛大学頒發尼曼奖学金，並留在劍橋繼續為南非黑人發聲。
在1984年，他回到南非，並成為了《城市新聞》的編輯。他再次發表反種族隔離政策的言論，並旨在結束白人對黑人的壓迫。可是，戈博扎於1987年因心臟病發昏迷，並於1988年生日當天去世。他無法見證數年後種族隔離政策的結束。他的喪禮有超過5,000人參加。

## 獎項
在1978年，戈博扎因報道索維托起義而獲頒自由新闻金笔奖。該獎項旨在表彰「以文字或行動的方式捍衛和促進新聞自由的個人、團體或機構」。同時獲獎的還有唐納德·伍茲。
於2000年，戈博扎獲國際新聞學會列為過去50年的50個世界新聞自由英雄之一。

## 珀西·戈博扎獎
美國國家黑人新聞工作者協會每年都會頒發一項名為「珀西·戈博扎獎」的獎項。該獎項旨在表彰能夠體現戈博扎精神的記者。該獎項的網站指出，其表彰對象為「作出非凡的貢獻、克服了巨大的障礙、增加人們對非洲問題的關注的外國記者」。

### 得主
- 2011年：讓 - 克洛德·卡凡巴古（英语：Jean-Claude Kavumbagu）
- 2008年：厄立特里亞在囚記者
- 2007年：索馬里記者全國聯盟
- 2006年：迪達·海達拉（英语：Deyda Hydara）和岡比亞新聞聯盟成員（追授）
- 2005年：米歇爾·蒙塔斯（英语：Michele Montas），海地
- 2004年：皮烏斯·恩佐，喀麥隆
- 2003年：杰弗裡·奈羅達，《每日新聞》，津巴布韋
- 2002年：米卡斯·馬雷達·約翰內斯，厄立特里亞
- 2000年：拉斐爾·馬克斯（英语：Rafael Marques (journalist)），安哥拉
- 1999年：弗雷德·姆門貝（英语：Fred Mmembe），《郵報》，贊比亞
- 1997年：瑪麗-羅傑·比洛阿，《非洲國際雜誌》，法國
- 1996年：巴巴卡爾·霍爾，泛非通訊社，塞內加爾
- 1995年：肯尼思·貝斯特（英语：Kenneth Best），《觀察日報》，利比里亞
- 1994年：祖貝迪·賈費爾，《開普敦》，南非
- 1989年：澤萊克·西蘇盧，《新國家》，南非